# Pietransieri
Pietransieri è una frazione del comune di Roccaraso, in provincia dell'Aquila. Si trova a 1.359 m s.l.m. nel comprensorio dell'ex comunità montana Alto Sangro e altopiano delle Cinquemiglia.

## Storia

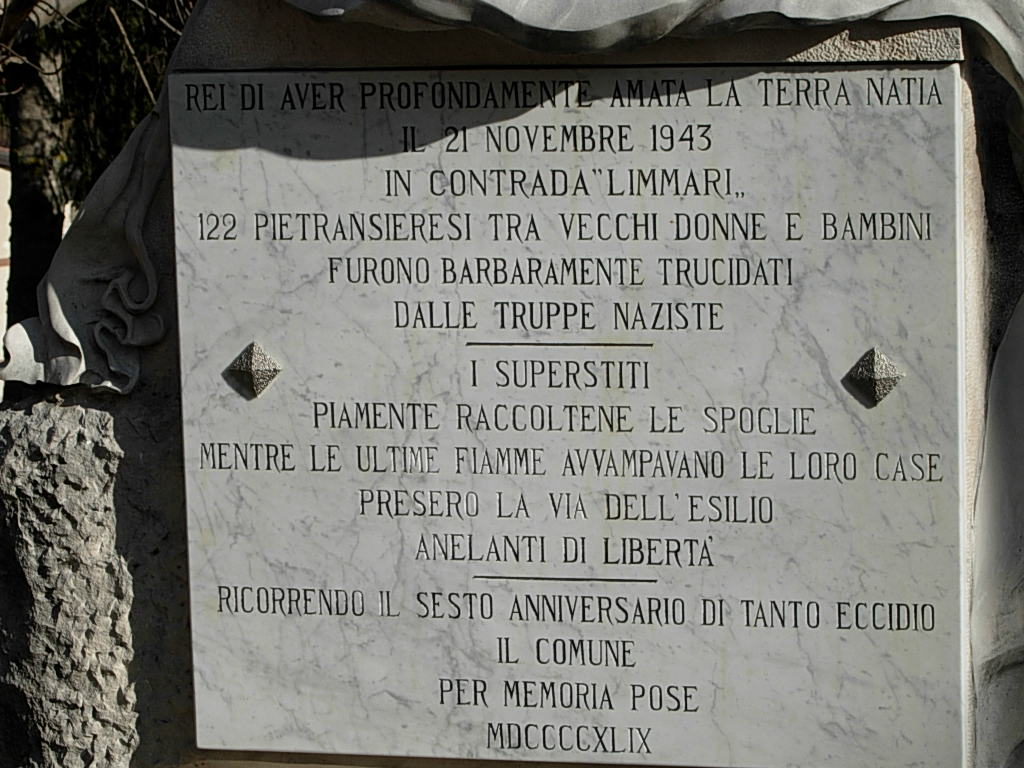
Lapide in memoria dei caduti dell'eccidio di Pietransieri

Originariamente chiamato "Petra Anseri",  toponimo longobardo derivato dai termini "Pietra" e "Ansharius" (o "Anseri"), il paese  sorse nel 975 d.C. circa, quando la diocesi di Sulmona ebbe dei territori intorno ad Alfedena da parte dell'abbazia di San Vincenzo al Volturno. Non distante dal centro fortificato di Roccaraso, su un piccolo sperone roccioso, sorse: e si sviluppò il centro di Pietransieri. 
Cambiò varie volte nome (Pietra d'Anserio, Pietranziero), fino al nome attuale assunto nel XVI secolo. Prima del 1811, il centro era un comune autonomo, poi passato all'amministrazione di Roccaraso. Dopo la distruzione della seconda guerra mondiale, anche Pietransieri è diventata importante stazione turistica invernale per lo sci, essendo molto vicina a Roccaraso. 

### Strage di Limmari
Pietransieri è nota per l'eccidio di Pietransieri, (noto anche come "strage di Limmari"), dal nome del vicino bosco in cui si consumò la tragedia.

### Onorificenze
La frazione di Pietransieri di Roccaraso è tra gli enti decorati al valor militare per la guerra di liberazione, insignito della medaglia d'oro al valor militare per i sacrifici delle sue popolazioni e per la sua attività nella lotta partigiana durante la seconda guerra mondiale:

## Monumenti e luoghi d'interesse

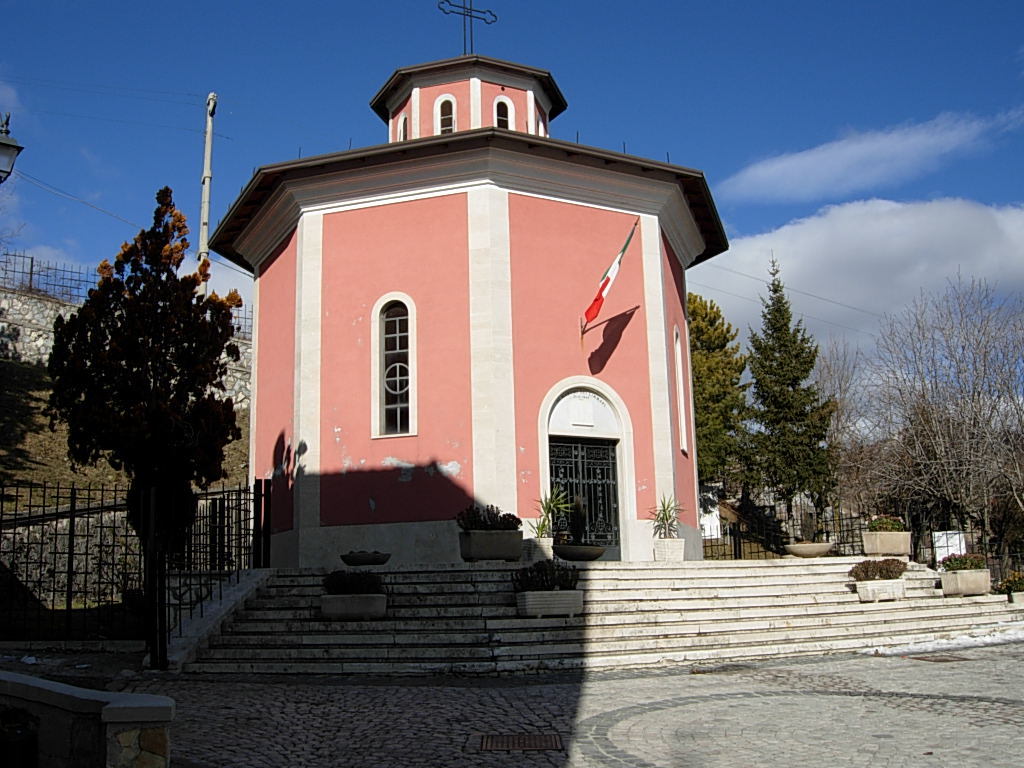
Mausoleo ai Caduti di Limmari del 1943

- Monumento sacrario ai caduti di Limmari: è un monumento degli anni '50, realizzato in ricordo della strage nazista. È un tempietto di pietra, a base circolare ottagonale, con archi e cupola centrale, in piazza XXI Novembre. L'interno ha un altare principale a nicchia, ai lati ci sono le lapidi con i nomi dei 128 paesani di Pietransieri, inclusi donne e bambini, uccisi dai nazisti nel bosco di Limmari. Sotto il pavimento si trovano le fosse dei defunti.
- Chiesa di San Bartolomeo Apostolo: la Chiesa principale è stata costruita nel XIII secolo circa ed è stata ricompletata nel XVIII secolo. A seguito dei danni causati dalla seconda guerra mondiale è stata riedificata nel 1954, rispettando i canoni del progetto originale. Ha pianta rettangolare con facciata sobria barocca, a capanna con portale architravato a timpano triangolare e finestrone centrale.  Il campanile è a torre quadrata. L'interno, assai sobrio, ha navata unica con soffitto a capriate, presso l'altare maggiore si trova la statua originale del santo.